# 业余无线电奖项
全世界有关业余电台的奖状有数百种，这些旨在鼓励和表彰在远距离通信和各种通信试验中取得成绩的爱好者的证书，都是由各国或国际的业余无线电组织所颁发。当一个业余电台按规则要求联络到足够数量的电台，并有对方寄来的QSL卡片或有效的通联证明（如EQSL、LOTW或其他网站确认）作为凭证时,就可以向颁发该奖状的组织支付一定的费用并提出申请。常见的奖励证书又分为竞赛奖状、通联奖状。下面列举了一些奖状条目以供参考。

## 竞赛奖状
竞赛奖状一般为各国组织的业余无线电竞赛所得到的奖状，种类繁多，请参照竞赛。

## 通联奖状

### 亚洲

#### CRSA
- 中国Ø～9区奖状(The CRSAØ~9 Award)

这是由中国无线电运动协会向全世界颁发的奖状。任何国家和地区的业余无线电台，在任何波段、任何时间，无论使用何种操作方式，在中国大陆Ø～9业余无线电分区的每一个区号中都联络到一个电台，即可申请。申请时应向CRSA竞赛及奖状工作组提交填写完整的“CRSAØ~9区奖状申请表”一份和中国大陆Ø~9区电台确认联络的QSL卡片复印件一张，以及相应的工本、手续费（20元人民币或3美元或4张国际邮资券)。

#### CRAC
- 五.五节通联奖状[2]

为纪念“5·5中国业余无线电节”，CRAC自2020年开始每年5月1日08:00至5月7日20:00期间，在部分地区组织设置BnCRA（B1CRA、B2CRA、B3CRA、B4CRA、B5CRA、B6CRA、B7CRA、B8CRA、B9CRA、B0CRA）系列业余无线电台开展相关纪念通信活动。活动设置金、银、铜奖奖状。奖状等级按照单一电台通联到BnCRA的QSO组合数量来设置。组合指的是按照呼号、波段和通信模式组成的有效QSO（如与B1CRA在20米波段以SSB方式达成的一个QSO是一个组合，与B7CRA在40米波段以FT8模式达成的一个QSO也是一个组合）。需要注意的是，在同一个波段的不同频率，与同一个电台以同一种通信模式达成的所有QSO，只计算为一个组合。如与B1CRA以SSB模式在14.180MHz和14.270MHz分别进行的通信，只计算为一个组合。
奖状申请标准：
- 亚洲地区
铜奖：5个（含）组合以上，并且通联包含至少三个BnCRA； 
银奖：10个（含）组合以上，并且通联包含至少六个BnCRA； 
金奖：20个（含）组合以上，并且通联包含所有的十个BnCRA电台。
- 亚洲以外地区
铜奖：3个（含）组合以上，5个（不含）组合以下； 
银奖：5个（含）组合以上，10个（不含）组合以下； 
金奖：10个（含）组合以上。

#### 木兰围场DX俱乐部[3]
- 通联全中国之省、直辖市、自治区、特别行政区奖状（WAPC）[4]。

这是由中国Mulan DX业余无线电俱乐部为鼓励国内外业余无线电爱好者以及收听台与中国各省、直辖市、自治区、特别行政区爱好者通联，了解中国而设立的一项奖项。WAPC奖状可以长期积累通联成绩获得，也可以是在WAPC比赛时一次性获得。奖状申请的确认用品为QSL 证明。包括纸质QSL，电子证明（LOTW/clublog的确认证明）、清晰可辨的证明照片等。可用以申请奖状的QSO为通联或收听和中国所有行政区所属业余无线电台的有效通联。不可以使用中继（业余卫星除外），不可以经由其他业余无线电台介绍。
申请奖状的有效QSO自 2012 年 4 月 21 日开始
可申请的奖状分为如下几类 
1. 基础奖状：使用本人合法有效的任意呼号，汇总取得在任意波段、任意模式和中国所有行政区 有至少一个QSO的记录并提供有效QSL记录（包括电子证明），即可申请基础奖状。
2. 可以单独申请单波段或者单模式奖状，也可以申请5波段奖状。申请费用对中国国内免费，但奖状的邮寄费用需申请者自已承担（奖状寄送方式默认为快递）。
3. 如提供纸质 QSL 卡片用以核查，需要自行承担卡片来回寄送费用。
4. 在每年一次的 WAPC 比赛（WAPC contest）中如果一次性完成所有行政区的至少一次有效通联，并成功上传成绩者，经过比赛委员会核实后，会免费寄送 WAPC 特别奖状。

#### 香港业余电台联会[5]
- CATCH 22奖

需与其他位于北纬22度地区业余电台通讯。此奖状分为三级：与香港业余电台通讯为必须项，申请奖状的有效QSO自1980年1月1日开始。
- 3级 - 至少与15地区通联。
- 2级 - 至少与20地区通联。
- 1级 - 通联所有25个地区。

- 九龙奖

需与9个CQ区：第18，19，和24至30区，各区分别通讯2个业余电台（通联CQ24区是必须为2个VR2（前VS6）台）。须与此9区内每区2个电台通讯，包括2个VR2台。申请奖状的有效QSO自1979年1月1日开始。
- 火花奖

与6个不同的VR2（VS6）电台通讯。位于CQ区18，19，24至28内之电台，则须与10个不同的VR2（VS6）电台通讯。申请奖状的有效QSO自1964年1月1日开始。

#### CTARL[6]
- 全国呼号冠首奖（WORKED ALL CHINESE PREFIXES）

和不同的中国呼号冠首QSOs，如：BA1、BZ5、BC6、BV2、BO9、BY4 、3H-3U等，不可以使用中继（业余卫星除外）。可单独为CW或SSB或这两种混合的方式申请，无频率限制，申请表格可用GCR方式；奖状分BASIC 20个冠首，CLASS B 30个冠首，CLASS A 40个冠首等三种。
- 台湾邮区万点奖(10，000 AWARD)

和位于不同台湾邮递区号的业余电台完成通讯或收听，每一邮递区号（前三位数）只能使用一次。所有邮递区号加起来总数不能少于一万。不得以中继转接方式，任何已开放的业余频率皆可申请。
- 台湾Ø～9区奖（WORKED ALL TAIWAN DISTRICTS）

和全台湾（0到9）十个呼叫区各一个电台完成QSO。没有频率和调变方式限制，但不准以中继转接方式。

#### JARL[7][注 3]
- 日本Ø～9区奖(AJD/SWL-AJD)（SWL卡适用）

与位于日本Ø～9区每一个区号都联络到一个电台，即可申请。
- 通联全日本县级行政区奖（WAJA/HAJA(for SWLs)）（SWL卡适用）

与日本47个县中的每一个县的业余电台联系（或收听到）并收到一张QSL卡，就可以申请。QSL卡的清单应按WAJA（HAJA）参考号的顺序排列，但县名可以省略。
- 通联日本百城奖（JCC/SWL-JCC）（SWL卡适用）

与位于日本至少100个不同城市的业余电台联系（或收听到）并收到一张QSL卡。JCC-200、300、400、500、600、700和800将作为单独的奖项发放。QSL卡的清单应按JCC参考号的顺序排列，但城市的名称可以省略。
每50次通联，如150、250、350、450、550、650、750个城市，将额外发放一张贴纸。
注：因JARL奖项种类繁杂（奖项内容超过30种）、本章仅介绍上列三个奖项，其他奖项请通过链接自行查看

#### IARU
- IARU第3区操作奖[8]（The IARU Region 3 Operating Award ）

需与其他位于IARU第1区（参考附列）业余电台通讯。此奖状分为三级。
- 基本 - 至少与5地区通联。
- 银奖 - 至少与10地区通联。
- 金奖 - 至少与20地区通联。
- 可以为在混合，电话，CW，数字和卫星模式下分别申请该奖项

- 波段奖：可以在以下频段进行申请：160, 80, 40, 30, 20, 17, 15, 12, 10, 6, 2 米、70、23厘米或这些频段的任何组合（多频段）。

### 美洲

#### IARU
- 通联世界大洲奖[9]

- 基础奖：需要通联并确认北美洲、南美洲、大洋洲、亚洲、欧洲和非洲的一个电台即可申请
- 5波段奖：在80、40、20、15和10米这5个主要业余波段中的每一个波段工作并确认所有六个大陆。

- IARU第1区操作奖[10]（The IARU Region 1 Operating Award ）

需与其他位于IARU第1区（参考附列）业余电台通讯。此奖状分为三级。
- 3级 - 至少与40地区通联。
- 2级 - 至少与60地区通联。
- 1级 - 通联所有地区。

#### QRZ网站[11][注 4]
- 通联美国州奖（United States Award）

通联美国50个州即可申请
- DX世界奖（DX World Award）

尽可能的多通联世界上的DXCC
- 世界大洲奖（World Continents Award）

通联世界六大洲
- 网格奖（Grid Squared Award）

尽可能的多通联世界上的梅登黑德网格
- 美国县奖（United States Counties Award）

尽可能的多通联美国的县级行政区
- 无线电大师-欧洲/亚洲/南美洲/北美洲/大洋洲（Master of Radio Communication - Europe/Asia/North America/South America/Oceania）

尽可能的多通联每个大洲内的国家，每波段/国家记一分。
- 世界无线电友谊奖（World Radio Friendship Award）

## 引用
1. ↑  童效勇; 陈方.  第四版. 北京: 人民邮电出版社. : 83. ISBN 9787115386359.
2. ↑  五.五节通联奖状 （页面存档备份，存于）(Chinese amateur radio festival)
3. ↑  木兰围场DX俱乐部 （页面存档备份，存于）
4. ↑  .   [2025-06-22].
5. ↑  香港业余电台联会 （页面存档备份，存于）
6. ↑  CTARL （页面存档备份，存于）
7. ↑  JARL （页面存档备份，存于）
8. ↑  IARU第3区操作奖 （页面存档备份，存于）
9. ↑  通联世界大洲奖 （页面存档备份，存于）（Worked All Continents）
10. ↑  IARU第1区操作奖 （页面存档备份，存于）
11. ↑  QRZ网站 （页面存档备份，存于）